# Inga cinnamomea
Inga cinnamomea, também conhecido como ingá-chinelo, ingá-guaçú, ingá-pracuuba, ingá-pracuuba, ingá-açu ou simplesmente ingá, é uma espécie do gênero Inga.
Suas raízes são capazes de fixar nitrogênio  e seus frutos são comestíveis, sendo amplamente comidos por animais. 
É considerada uma planta semidomesticada, sendo cultivada com uso comercial, e seus frutos vendidos em feiras.

## Taxonomia
A espécie foi descrita em 1875 por George Bentham. 
Tem como sinônimos Feuilleea cinnamomea (Spruce ex Benth.) Kuntze e Inga tessmannii var. harmsii J. F. Macbr.

## Forma de vida
É uma espécie terrícola e arbórea. 

## Descrição
| Caule                       | Caule                  |
| --------------------------- | ---------------------- |
| forma dos ramos             | cilíndrico             |
| indumento                   | glabro/puberulento     |
| lenticela                   | presente               |
| Folha                       |                        |
| estípula                    | caduca                 |
| forma da estípula           | elíptica/oblonga       |
| pecíolo da folha            | cilíndrico             |
| raque foliar                | cilíndrica             |
| número de pares de folíolos | 4/3                    |
| nectário                    | séssil                 |
| forma dos nectários         | pateliforme/ciatiforme |
| Inflorescência              |                        |
| tipo de inflorescência      | capituliforme/umbela   |
| Flor                        |                        |
| forma do cálice             | tubuloso               |
| pedicelo da flor            | séssil/subséssil       |
| Fruto                       |                        |
| consistência das valvas     | lenhosa                |
| forma do fruto              | cilíndrico/plano       |
| indumento do fruto          | glabro                 |

## Distribuição
A espécie é encontrada nos estados brasileiros de Acre, Amazonas, Amapá, Pará e Rondônia. 
Em termos ecológicos, é encontrada no domínio fitogeográfico de Floresta Amazônica, em regiões com vegetação de mata ciliar, floresta de terra firme e floresta de inundação.